# Усреднение затрат
Усреднение затрат (англ. Dollar cost averaging, DCA); также план с постоянными затратами  и пошаговый трейдинг — инвестиционная стратегия, направленная на снижение влияния волатильности на доходность крупных вложений в финансовые активы, путем разбиения всей суммы инвестиций на части, которые вкладываются по заранее определенному графику.

## Цель
Целью DCA является снижение риска значительных убытков в результате инвестирование крупной суммы непосредственно перед падением рынка. Усреднение стоимости — не всегда самый выгодный способ вложить крупную сумму, но считается, что он минимизирует риск убытка . Техника названа так из-за ее потенциала для снижения средней стоимости покупаемых акций. Поскольку количество акций, которые можно купить за фиксированную сумму денег, обратно пропорционально их цене, DCA фактически приводит к тому, что покупается больше акций, когда их цена низка, и меньше, когда они дороги. В результате DCA, возможно, может снизить общую среднюю стоимость вложения в одну акцию, предоставляя инвестору более низкую общую стоимость приобретенных акций с течением времени.

## Параметры
При усреднении стоимости инвестор выбирает два параметра: фиксированную сумму, которую нужно инвестировать каждый раз, и временной горизонт, в течение которого осуществляются все инвестиции. С более коротким временным горизонтом стратегия ведет себя сходно с паушальным инвестированием. Исследования показывают, что наилучший временной горизонт при инвестировании с точки зрения баланса доходности и риска составляет 6 или 12 месяцев.

## Рентабельность
Предполагая, что каждый раз инвестируется одна и та же сумма, рентабельность усреднения стоимости составляет:
{\displaystyle r={\frac {p_{F}}{{\tilde {p}}_{P}}}-1,}
где: {\displaystyle p_{F}} окончательная цена инвестиции и {\displaystyle {\tilde {p}}_{P}} — среднее гармоническое покупных цен. Если время между покупками мало по сравнению со сроком инвестирования, то {\displaystyle {\tilde {p}}_{P}} может быть оценена средним гармоническим значением всех цен в течение периода покупки.

## Критика
Плюсы и минусы DCA уже давно являются предметом споров как среди практиков, так и среди ученых по инвестиционным стратегиям. В то время как некоторые финансовые консультанты, такие как Сьюз Орман утверждают, что DCA снижает риск, связанный с совершением одной крупной покупки, другие, такие как Тимоти Миддлтон, утверждают, что DCA — не более чем маркетинговый трюк, а не разумная инвестиционная стратегия. Изучение преимуществ и недостатков DCA с использованием реальных рыночных данных показывают, что эта стратегия не является идеальной.
Недавние исследования выявили поведенческие экономические аспекты DCA. Миддлтон утверждает, что DCA помогает инвесторам выйти на рынок, инвестируя со временем больше, чем они могли бы сделать вкладывая все сразу.
Анализ реальных исторических данных показывает, что метод усреднения затрат (DCA) в долгосрочной перспективе уступает по суммарной доходности методу усреднения ценности (VA).

### Комментарии
1. ↑  
В теории инвестиций известно два метода долгосрочного планирования: Dollar Cost Averaging (DCA) и Value Averaging (VA).  На русский и cost и value чаще всего переводятся как «стоимость», что стирает смысл противопоставления двух разных подходов.  
Применительно к обсуждаемой теме разница терминов cost и value состоит в том, что cost — это стоимость на входе инвестиции (то, что инвестор платит за актив), а value — это стоимость на выходе (то, что  инвестор получает после продажи актива). Во избежание путаницы при переводе обоих терминов иногда отказываются от использования слова «стоимость». В итоге cost переводится как «затраты», а value — как «ценность»[1].